# Aura Carmen Răducu
Aura Carmen Răducu (n. 9 martie 1956) este un om politic român, fost Ministrul Fondurilor Europene în Guvernul Cioloș între 17 noiembrie 2015 - 25 aprilie 2016.

## Biografie
Aura Carmen Răducu este expert în finanțe europene și internaționale la Banca Europeană pentru Reconstrucție și Dezvoltare.
La 25 aprilie 2016, ea a demisionat din funcția de ministru la cererea premierului Dacian Cioloș, care a considerat că Răducu nu a reușit să îndeplinească „obiectivele pe termen scurt”.

## Vezi și
- Guvernul Dacian Cioloș
- Listă de femei miniștri române